# Rantau Panjang (Pantai Labu)
Rantau Panjang is een bestuurslaag in het regentschap Deli Serdang van de provincie Noord-Sumatra, Indonesië. Rantau Panjang telt 2572 inwoners (volkstelling 2010).